# Henry Eyring
Henry Eyring (Chihuahua, 20 de fevereiro de 1901 — Salt Lake City, 26 de dezembro de 1981) foi um químico mexicano naturalizado estadunidense.
Pai de Henry B. Eyring.
Um prolífico escritor, é autor de mais de 600 artigos científicos, 10 livros científicos, e alguns livros sobre ciência e religião. Recebeu o Prêmio Wolf de Química em 1980 e a Medalha Nacional de Ciências de 1966, pelo desenvolvimento da teoria da taxa absoluta ou teoria do estado de transição das reações químicas, um dos mais importantes desenvolvimentos da química no século XX. Depois, vários outros químicos receberam o prêmio Nobel por trabalhos baseados nestas ideias, e o fato dele não ter recebido o prêmio Nobel foi motivo de surpresa para muitos. A Academia Real das Ciências da Suécia aparentemente não entendeu a teoria de Eyring até que não foi mais possível que conceder o Nobel; a academia lhe concedeu a Medalha Berzelius de 1977, como compensação parcial.
Foi eleito presidente da American Chemical Society em 1963 e da Associação Americana para o Avanço da Ciência em 1965.

## Prêmios
- Prêmio Newcomb Cleveland 1932
- Medalha Bingham 1949
- Prêmio Peter Debye 1964
- Prêmio Irving Langmuir 1968
- Prêmio Linus Pauling 1969
- Medalha Elliott Cresson 1969
- Medalha Priestley 1975
- Medalha Berzelius 1979
- Prêmio Wolf de Química 1980
- Membro da Academia Internacional de Ciências Moleculares Quânticas

## Publicações: Livros
- A generalized theory of plasticity involving the virial theorem
- The activated complex in chemisorption and catalysis
- An examination into the origin, possible synthesis, and physical properties of diamonds
- Annual Review of Physical Chemistry
- Basic chemical kinetics
- Deformation Kinetics with Alexander Stephen Krausz
- Electrochemistry
- Kinetic evidence of phase structure
- Modern Chemical Kinetics
- Non-classical reaction kinetics
- Physical Chemistry, an Advanced Treatise (1970)
- Quantum Chemistry
- Reactions in condensed phases
- The significance of isotopic reactions in rate theory
- Significant Liquid Structures
- Some aspects of catalytic hydrogenation
- Statistical Mechanics
- Statistical Mechanics and Dynamics
- Theoretical Chemistry: Advances and Perspectives. Volume 2
- The Theory of Rate Processes in Biology and Medicine with Frank H. Johnson and Betsy Jones Stover
- Theory of Optical Activity (Monographs on Chemistry series) with D.J. Caldwell
- Time and Change
- Valency

## Publicações religiosas: Livros
- Reflections of a Scientist (1983)
- The Faith of a Scientist. Bookcraft, Inc. (1967)
- Science and your Faith in God. Bookcraft, Inc. (1958)